# Thelocactus conothelos

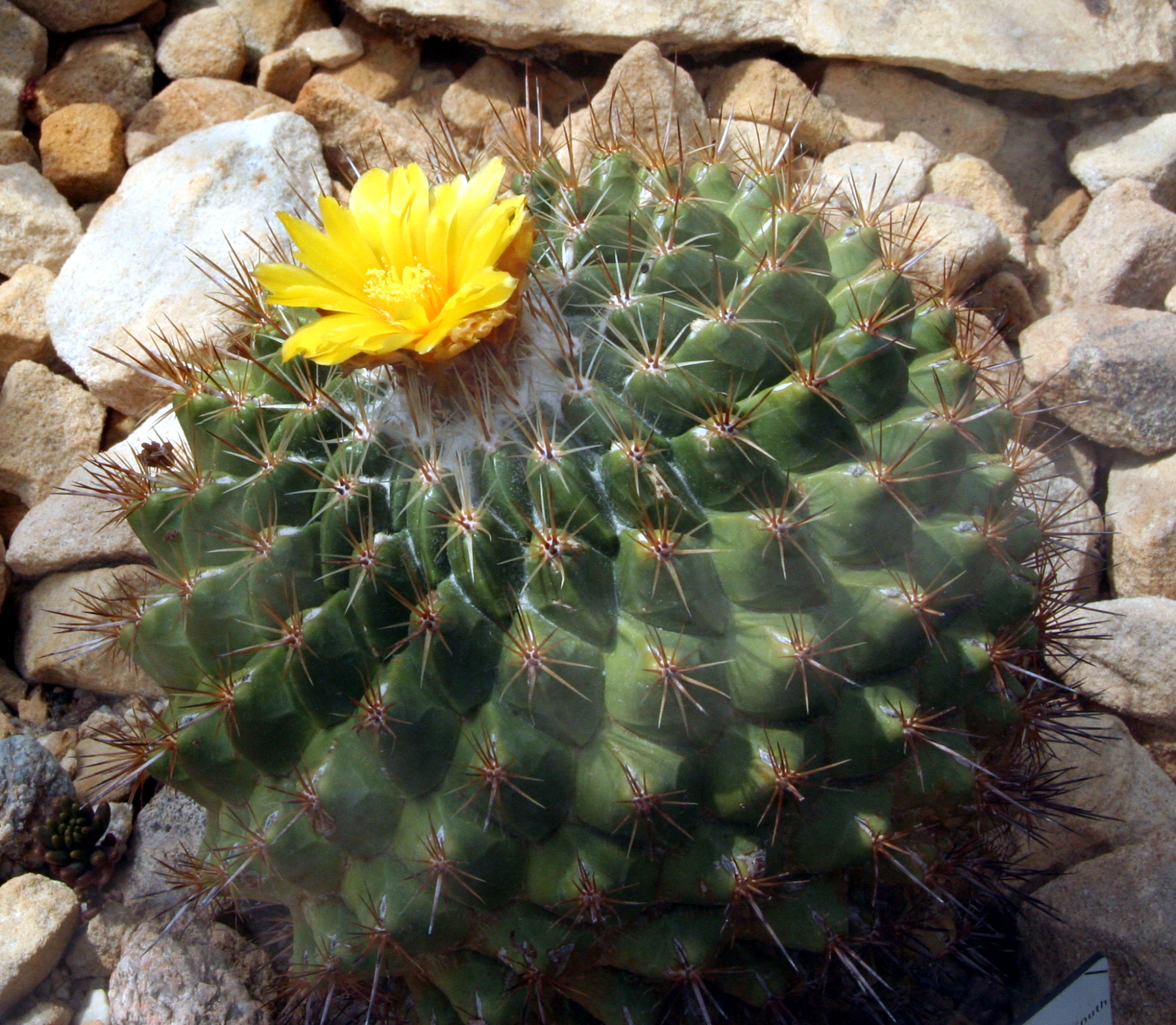
Thelocactus conothelos subsp. aurantiacus

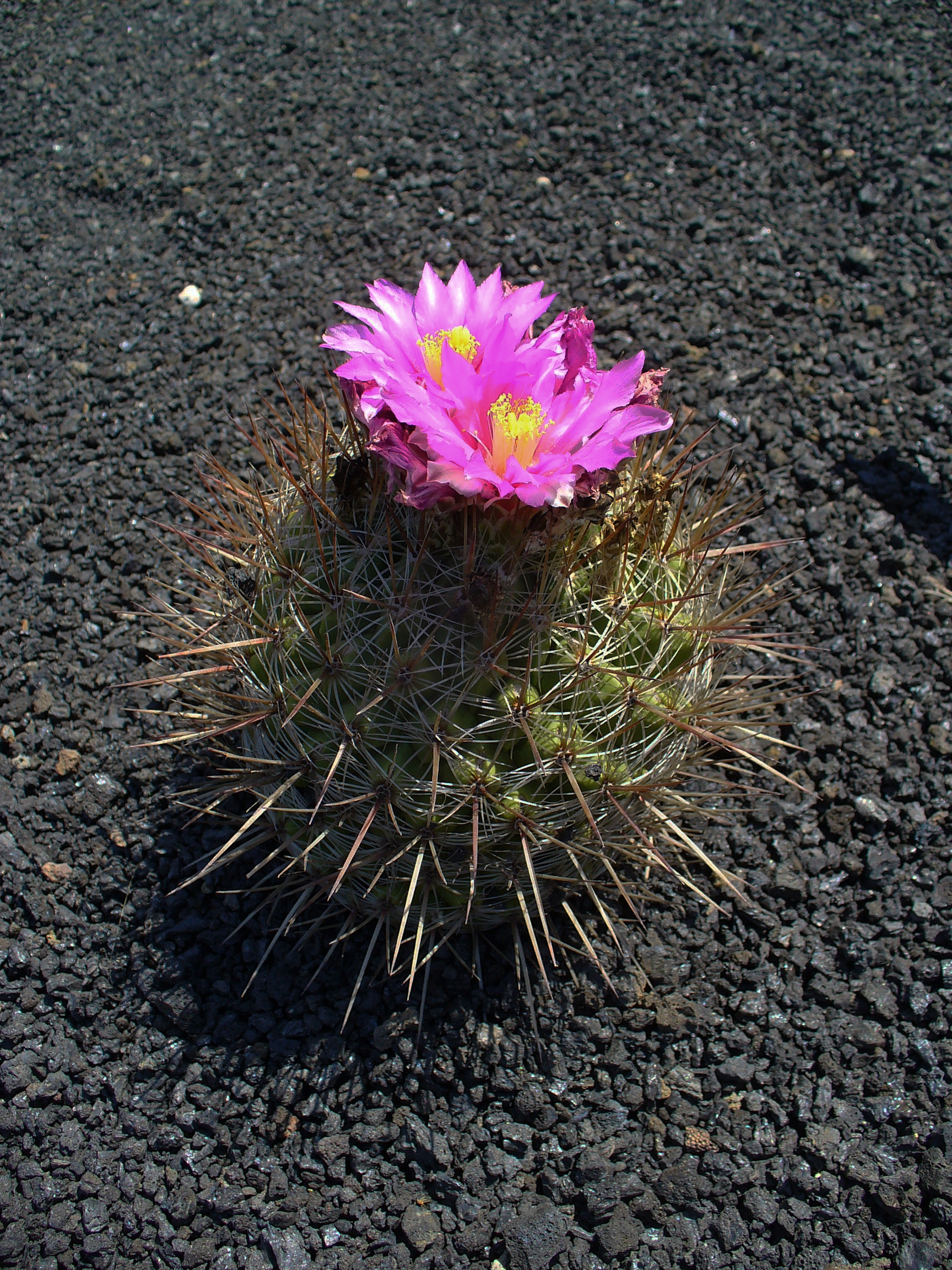
Thelocactus conothelos subsp. argenteus

Thelocactus conothelos ist eine Pflanzenart aus der Gattung Thelocactus in der Familie der Kakteengewächse (Cactaceae). Das Artepitheton conothelos leitet sich von den griechischen Worten konos für ‚Zapfen‘ sowie thele für ‚Warze‘ ab und verweist auf die Form der Warzen auf den Trieben der Art.

## Beschreibung
Thelocactus conothelos wächst stets einzeln, kugelförmig und hat einen 7 bis 18 Zentimeter hohen Körper mit einem Durchmesser von 7 bis 18 Zentimetern. Die Rippen sind undeutlich. Die Warzen sind konisch bis kegelig, hellgrün am Grunde vierkantig. Die Areolen sind 3 Millimeter breit wollig. Die 7 bis 20 Randdornen sind glasig, ockergelb bis gräulich, gerade, nadelförmig und sind nur 8 bis 12 Millimeter lang. Die 4 Mitteldornen sind zwischen 1 und 9 Zentimeter lang, nadelförmig und ockergelb bis gräulich gefärbt.
Die Blüten sind groß, weit ausgebreitet, 4,5 bis 6 Zentimeter lang und breit. Die Blütenfarbe variiert zwischen weiß bis magenta. Die Früchte sind häufig basal aufspringend 12 Millimeter lang und etwa 7 Millimeter im Durchmesser. Die Samen sind sehr dunkel rötlich bis violett bis schwarz mit fein gehöckerter Testa.

## Verbreitung, Systematik und Gefährdung
Thelocactus conothelos ist in den mexikanischen Bundesstaaten Tamaulipas, Nuevo León und San Luis Potosí verbreitet.
Die Erstbeschreibung als Echinocactus conothelos erfolgte 1860 durch Eduard August von Regel und Edward Emanuel Klein. Frederik Marcus Knuth stellte die Art 1936 in die Gattung Thelocactus. Weitere nomenklatorische Synonyme sind Gymnocactus conothelos (Regel & Klein bis) Backeb. (1961) und Torreycactus conothelos (Regel & Klein bis) Doweld (1998).
Es werden folgende Unterarten unterschieden:
- Thelocactus conothelos subsp. conothelos
- Thelocactus conothelos subsp. argenteus (Glass & R.A.Foster) Glass
- Thelocactus conothelos subsp. aurantiacus (Glass & R.A.Foster) Glass
- Thelocactus conothelos subsp. garciae (Glass & Mend.-Garc.) Mosco & Zanov.

In der Roten Liste gefährdeter Arten der IUCN wurde im Jahr 2002 die Unterart Thelocactus conothelos subsp. argenteus als „Critically Endangered (CR)“, d. h. vom Aussterben bedroht eingestuft. Thelocactus conothelos subsp. aurantiacus galt 2002 als „Endangered (EN)“, d. h. stark gefährdet. Bei der Aktualisierung 2009 wurde die Unterarten nicht neu bewertet und aus der roten Liste entfernt. Die Art wird nun insgesamt als „Least Concern (LC)“, d. h. als nicht gefährdet geführt.

## Nachweise